# Psycharium kammanassiensis
Psycharium kammanassiensis är en fjärilsart som beskrevs av Geertsema. Psycharium kammanassiensis ingår i släktet Psycharium och familjen Somabrachyidae. Inga underarter finns listade i Catalogue of Life.